# 요이코
요이코(よいこ, Yoiko)는 이시카와 유고가 쓰고 그린 일본 만화 시리즈이다. 1996년부터 2001년까지 쇼가쿠칸의 청년 만화 잡지 주간 빅 코믹 스피리츠에 연재되었으며, 단행본 15권으로 챕터가 수집되었다. 피에로 (기업)가 애니메이션화한 20부작 애니메이션 TV 시리즈는 1998년 11월부터 1999년 3월까지 TBS를 통해 일본에서 방송되었다.

## 줄거리
에스미 후카는 키가 163cm (64 인치) 인 성숙한 몸매를 가지고 있다. 겉모습에도 불구하고 후카는 평범한 초등학생이다. 그녀가 친척들과 함께 이사하고 지역 학교에 등록할 때, 그녀의 몸은 교사와 학생들의 관심을 끈다. 이 사실을 전혀 인식하지 못한 후카는 동년배의 사고방식으로 동급생들과 마찬가지로 학교 생활을 보내려고 노력한다. 그러나 외모와 마음의 대비로 인해 그녀의 행동은 결국 주변 사람들에게 오해와 문제를 일으키게 된다.